# تسگنی‌دانیاد
تسگنی‌دانیاد (به مجاری:  Cégénydányád) یک منطقهٔ مسکونی در مجارستان است که در سابولچ-ساتمار-برگ واقع شده‌است. تسگنی‌دانیاد ۱۲٫۲۰ کیلومتر مربع مساحت و ۷۳۵ نفر جمعیت دارد.

## تاریخچه
تسگنی‌دانیاد از ادغام دو روستای تسگنی و دانیاد در ۱۹۱۲ تشکیل شده‌است.